# Cryptocoryne elliptica
Cryptocoryne elliptica är en kallaväxtart som beskrevs av Nicholas Edward Brown. Cryptocoryne elliptica ingår i släktet Cryptocoryne och familjen kallaväxter. Inga underarter finns listade.